# Сирени (телесеріал, 2025)
Сирени (англ. Sirens) — американський обмежений серіал з елементами чорного гумору, створений Моллі Сміт-Метцлер за мотивами її п'єси 2011 року «Елемено Пі». Історія розгортається протягом одного вибухового вікенду в розкішному пляжному маєтку. Серіал описується як «гостре, сексуальне та похмуро-кумедне дослідження жінок, влади та класу». Прем'єра відбулася 22 травня 2025 року, отримавши загалом позитивні відгуки критиків.

## Сюжет
Девон, кмітливу та приземлену молоду жінку, дедалі більше непокоїть тривожний зв'язок її сестри Сімони з її новою роботодавицею, загадковою та деспотичною мільярдеркою Мікаелою Келл. Коли Сімона запрошує Девон провести вихідні в розкішному маєтку Мікаели в Гемптонсі, напруга між ними швидко зростає. Спостерігаючи за психологічною динамікою, Девон переконується, що Сімона потрапила в токсичні та потенційно небезпечні стосунки. Сповнена рішучості повернути сестру до реальності, Девон втручається, але опиняється втягнутою в маніпулятивну павутину Мікаели. Протягом одного вибухового вікенду напружена ситуація, що крутиться навколо класу, влади та вірності досягає апогею в похмуро-комічному розкритті тем сестринства та контролю.

## Акторський склад

### Головний
- Меган Фегі в ролі Девон ДеВітт, старшої сестри Сімони
- Міллі Алкок в ролі Сімони ДеВітт, молодшої сестри Девон та особистої асистентки Мікаели
- Гленн Говертон[en] в ролі Ітана Корбіна III, сусіда Келлів
- Білл Кемп[en] в ролі Брюса ДеВітта, батька Девон та Сімони, у якого діагностовано раннє слабоумство
- Фелікс Соліс[en] в ролі Хосе, менеджера Cliff House, який бере участь у груповому чаті, за винятком Сімони
- Кевін Бейкон в ролі Пітера Келла, чоловіка Мікаели, мільярдера, який походить зі «старих грошей» та є генеральним директором Kell Securities
- Джуліанн Мур в ролі Мікаели «Кікі» Келл, дружини Пітера та начальниці Сімони, колишньої юристки

### Другорядний
- Брітні Олдфорд[en] у ролі Міссі, сезонної домогосподарки Келлсів
- Джош Сегарра у ролі Реймонда, колишнього хлопця Девон та нинішнього начальника, з яким вона іноді спить
- Тревор Солтер[d] у ролі Джордана/Моргана, капітана яхти Ітана та коханого Девон
- Лорен Відман[en] у ролі Патріс, особистого кухаря Келлсів
- Емілі Борромео у ролі Астрід, однієї з подруг Мікаели
- Дженн Ліон[en] у ролі Клої, ще однієї подруги Мікаели
- Ерін Нойфер у ролі Лізи, ще однієї подруги Мікаели

## Епізоди
| № серії | Назва серії    | Режисер(и)       | Сценарист(и)                        | Оригінальна дата показу |
| --- | -------------- | ---------------- | ----------------------------------- | ----------------------- |
| 1 | «Вигнання»     | Ніколь Касселл   | Моллі Сміт Метцлер                  | 22 травня 2025          |
| Провівши ніч у в'язниці, Девон вирушає на пошуки своєї молодшої сестри Сімони, щоб вмовити її повернутися додому в Баффало та допомогти доглядати за їхнім батьком Брюсом, у якого діагностували ранню деменцію. Вона відстежує Сімону до відокремленого, надзвичайно багатого маєтку на острові Порт-Хейвен, що належить Мікаелі, колишній адвокатці, яка стала засновницею пташиного заповідника, одруженій з Пітером, мільярдером. Девон виявляє, що Сімона, яка працює особистою асистенткою Мікаели, глибоко занурена в куроване, показне життя — вона перебуває в таємних стосунках з ексцентричним сусідом Мікаели, Ітаном, і приховує своє минуле, зокрема перебування під опікою та наявність сестри. Девон дедалі більше непокоїть дивна культоподібна динаміка маєтку, суворі правила, угоди про нерозголошення та постійне спостереження. Її занепокоєння зростає, коли вона спостерігає тривожну близькість Сімони з Мікаелою. Сімона відмовляється повертатися додому, а Мікаела пропонує Девон 10 000 доларів, щоб та тихо пішла, від чого Девон гнівно відмовляється. Девон зізнається робітнику на ім'я Хосе про свою боротьбу з гіперсексуальністю після невдалої спроби спокусити його та проводить ніч з Морганом, капітаном яхти Ітана. |                |                  |                                     |                         |
| 2 | «Кігті»        | Ніколь Касселл   | Ребекка Лія Бранстеттер             | 22 травня 2025          |
| Девон порушує межі маєтку Мікаели, рішуче налаштована переконати Сімону піти та повернутися додому. Їхнє возз'єднання переростає у сварку, коли Сімона згадує роман Девон з її одруженим босом, Реймондом. Їх перериває Мікаела, яка наказує Хосе вивести Девон. Діючи за вказівками Мікаели та без відома Сімони, Девон заарештовують за незаконне проникнення. Перебуваючи у в'язниці, вона чує чутки про те, що маєток є культом, і що Мікаела скинула Джоселін, колишню дружину свого чоловіка Пітера, зі скелі. Пізніше Мікаела погоджується внести заставу за Девон з в'язниці за умови, що вона залишиться лише на вихідні та уникне подальших порушень. Сповнена рішучості врятувати Сімону, Девон вирішує залишитися та злитися з натовпом. Коли вона перетинається з Пітером, який щойно повернувся з Токіо, вона ненав'язливо розпитує його про Джоселін, але його ухильні відповіді поглиблюють її підозри. Поки Мікаела готується до фотосесії для «Vanity Fair», присвяченої її пташиному заповіднику, а потім — до пишного пташиного похорону, вона та Пітер дізнаються, що Сімона вислизає вночі, щоб зустрітися з Ітаном. Побоюючись реакції Мікаели, Сімона ховається і в неї починається панічна атака. Попереджена Хосе, Девон знаходить її в сховку та втішає, попередньо дізнавшись, що вона припинила приймати свій клоназепам.             |                |                  |                                     |                         |
| 3 | «Чудовисько»   | Куєн Тран        | Колін Маккенна                      | 22 травня 2025          |
| Прокинувшись, Сімона знову сперечається з Девоном, під час чого Девон зізнається, що з тих пір, як Сімона пішла до коледжу, вона боролася з алкоголізмом і двічі була заарештована за керування транспортним засобом у нетверезому стані. Тим часом Мікаела виявляє, що шоколад, який Пітер подарував їй, нібито з Токіо, був несправжнім, що змушує її запідозрити, що він може їй зраджувати. Вона посилає Сімону шпигувати за ним, але Пітер ловить її та зізнається, що таємно подорожував, щоб вперше зустрітися зі своїм онуком. Він приховував це від Мікаели через її напружені стосунки з його дітьми. Після зізнання він намагається поцілувати Сімону, але вона відсахується. Протягом дня Сімона неодноразово намагається зв'язатися з Ітаном, але безуспішно. Девон починає підозрювати, що Мікаела має якийсь стосунок до раптового зникнення Ітана. Ситуація загострюється, коли вони йдуть до будинку Ітана, щоб знайти його, але він заходить туди, щойно повернувшись з Баффало, у супроводі Брюса та Реймонда, який виконував обов'язки його опікуна. У кімнаті запала тиша, коли Ітан пояснює свою відсутність, а потім приголомшує усіх, одразу зробивши пропозицію Сімоні. |                |                  |                                     |                         |
| 4 | «Персефона»    | Куєн Тран        | Моллі Сміт Метцлер і Колін Маккенна | 22 травня 2025          |
| Під час пропозиції Ітана, Мікаела приходить до нього додому в пошуках Сімони. Приголомшена, Сімона не дає відповіді та вибігає, плачучи. Мікаела втішає її, радить не погоджуватися на заручини та пропонує їй посаду голови фонду в Нью-Йорку. Мікаела та Пітер миряться після того, як вона розуміє, що він не був невірним. Того вечора Ітан, Девон, Брюс, Реймонд, Морган та інші вечеряють у будинку Мікаели, де Пітер запрошує їх на гуманітарну гала-вечерю для пташиного заповідника, який вони організовують наступного дня. Сімона каже Девон, що не відчуває жодної відповідальності перед їхнім батьком, посилаючись на роки нехтування, свою спробу самогубства та звинувачуючи його у самогубстві матері, що призводить до сварки між сестрами. Девон виривається на пляж, за нею йдуть її кохані Морган та Реймонд, де вона закінчує свій токсичний роман з Реймондом. Пізніше Сімона розмовляє з Ітаном і явно припиняє їхні стосунки. П'яний та розчарований, Ітан накидається на Сімону та випадково падає зі скелі. Фотограф Vanity Fair прибуває до будинку Мікаели та показує таємну фотографію поцілунку Сімони та Пітера, що розлючує Мікаелу. |                |                  |                                     |                         |
| 5 | «Пісня сирени» | Лайла Нойґебауер | Моллі Сміт Метцлер                  | 22 травня 2025          |
| Ітан виживає після падіння зі скелі. Морган запрошує Девон на подорож на яхті тривалістю в місяць, але вона відмовляється на користь повернення до Баффало з Брюсом. Спонукана фотографією з поцілунком, Мікаела звільняє Сімону, залишаючи її в стані шоку. Хосе супроводжує Сімону, Девона та Брюса, щоб забрати Реймонда з в'язниці, де він провів ніч, тверезіючи. Під час забирання Сімона біжить попрощатися з Пітером. Хосе повертається, щоб забрати її. На урочистій вечері Девон звинувачує Мікаелу в організації культу та причетності до смерті Джоселін, але дізнається, що Джоселін жива та живе у відлюдництві після невдалої пластичної операції. Пітер каже Мікаелі, що хоче розлучення, і зізнається, що не відчуває натхнення, обурюється через відсутність дітей і боїться збору Мікаелою доказів його романів, які мали захистити її згідно з шлюбним договором. Він починає стосунки з Сімоною та просить Хосе вивести Мікаелу з дому. Девон свариться з Сімоною щодо її стосунків з Пітером. Сімона запрошує її зупинитися в маєтку з Брюсом, але вона відмовляється. На поромі додому Девон зустрічає Мікаелу та вибачається за свої звинувачення, а Мікаела заохочує Девон перевести чек на 10 000 доларів, який вона їй дала, в готівку. Сімона, тепер господиня Будинку на скелі, дивиться на море із задоволеною посмішкою на обличчі. |                |                  |                                     |                         |

## Виробництво

### Розробка
У лютому 2024 року Netflix дав замовлення на лімітований серіал «Сирени», а Моллі Сміт-Метцлер була призначена сценаристом, шоураннером і виконавчим продюсером. Дані Горін, Том Екерлі та Марго Роббі є виконавчими продюсерами під брендом LuckyChap.

### Кастинг
У липні 2024 року «Вараєті» повідомив, що головні ролі отримали Джуліанн Мур, Меган Фегі та Міллі Алкок. Того ж місяця було оголошено про одинадцять додаткових акторів, включаючи Кевіна Бейкона та Гленна Говертона у головних ролях.

### Зйомки
Ніколь Касселл була оголошена режисером перших двох епізодів, а також виконавчим продюсером серіалу.

## Музика
Музику до серіалу написав Майкл Абельс. 22 травня 2025 року Netflix Music випустив альбом Майкла Абельса «Сирени» з саундтреками.

## Реліз
Прем'єра серіалу відбулася 22 травня 2025 року.

## Сприйняття

### Перегляди
Протягом тижня з 19 травня серіал «Сирени» посів перше місце в рейтингу стрімінгових оригінальних фільмів Nielsen U.S. та в загальному рейтингу 10 найкращих, із загальною кількістю переглядів близько 1,4 мільярда хвилин.

### Критика
Вебсайт-агрегатор рецензій Rotten Tomatoes повідомив про рейтинг схвалення 77 % на основі 64 відгуків критиків. Згідно з консенсусом критиків вебсайту, «„Сирени“ співають мелодію, перевірену та правдиву завдяки похвальним виступам Джуліанн Мур, Меган Фегі та Міллі Алкок». Metacritic, який використовує середньозважене значення, дав оцінку 66 зі 100 на основі 30 відгуків критиків, що вказує на «загалом схвальні» відгуки.
Бен Треверс з «IndieWire» поставив серіалу оцінку A− та сказав: "Тріо найкращих зірок демонструє чудову акторську гру, на чолі з Мур, яка знайшла саме ту ідею для Мікаели — правдоподібну та містичну, яку легко стереотипізувати, але важко точно визначити. У рецензії на серіал для «The Guardian» Люсі Манган дала оцінку 5/5 і сказала: «[його] безкінечно захопливе дослідження в класі та сім'ї — це дотепне, „зіркове“ задоволення, яке проноситься крізь п'ять щільних епізодів». Роксана Хададі з «Vulture» написала: «Привабливість шоу полягає в складному зображенні сварливих сестер, а гострі виступи Меган Фегі та Міллі Алкок надають серіалу привабливого та самобутнього відтінку». Джон Андерсон з «The Wall Street Journal» зазначив: «У серіалі „Сирени“ гроші просто надають засоби, щоб бути монстром, яким ти є».